# Легенды и мифы Древней Греции
«Легенды и мифы Древней Греции» (изначально «Что рассказывали греки и римляне о своих богах и героях») — научно-популярная книга Николая Куна с кратким изложением античных мифов.

## Содержание
Книга состоит из двух частей. Первая рассказывает о происхождении мира, отдельных богах и героях. В её основе лежат поэмы Гесиода «Теогония» и «Труды и дни», а также поэма Овидия «Метаморфозы». Среди прочего, особое внимание в ней уделено Аполлону, Дионису, Персею, Гераклу и Тесею. Вторая — посвящена древнегреческому эпосу, в её основе поэмы Гомера «Илиада» и «Одиссея».
Текст книги написан с нарушением привычного порядка слов (инверсия), что порой создает трудности для его быстрого понимания.

## История публикации

### Прижизненные издания
Первая часть книги была опубликована ещё в дореволюционной России. Работу над ней Кун закончил 24 мая 1914 г. В подготовке издания участвовал академик Ф. Е. Корш. Издательство И. Н. Кушнерёва выпустило книгу под авторским названием «Что рассказывали греки и римляне о своих богах и героях». Книга была переиздана в 1922 году издательством товарищества «Мир».
Вторая часть книги увидела свет уже после революции. В 1937 году «Учпедгиз» опубликовал третье издание книги под редакцией А. Д. Удальцова. Оно впервые содержало обе части, но вышло под изменённым названием: «Что рассказывали древние греки о своих богах и героях». Внучка Куна предполагает, что «римляне» исчезли из названия из-за ассоциаций с фашистской Италией 1930-х и Муссолини:
Я была ребёнком, но хорошо помню, скольких сил и здоровья ему стоило издание 1937 года. Из названия книги исчезли «римляне». Точно не знаю, почему, но теперь можно предположить: 1937 год, Европа, Италия, Рим, Муссолини.
Издание 1937 года хотели запретить, так как боги там изображены обнаженными, но всё же книгу удалось опубликовать с оригинальными фотографиями.
В 1940 году за несколько дней до смерти Кун подписал сигнальный экземпляр четвёртого издания, в котором он пересмотрел текст книги и подобрал для неё иллюстрации.

### Посмертные издания
В 1954 году книга вышла с новым названием «Легенды и мифы Древней Греции», которое было придумано учениками Куна, и введением А. Г. Бокщанина. Книга была издана с сокращениями:
При подготовке к переизданию книги Н. А. Куна редакция, сохраняя в целом общую структуру работы, сочла необходимым произвести сокращение ее объема за счет изъятия некоторых второстепенных сказаний, не имеющих существенного значения для понимания основных частей греческой мифологии. Кроме того, учитывая возможность чтения данного произведения школьниками, редакция внесла некоторые частные изменения в изложение отдельных мифических эпизодов.